# Francis Gillette

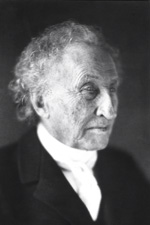
Francis Gillette

Francis Gillette (* 14. Dezember 1807 in Old Windsor, Bloomfield, Connecticut; † 30. September 1879 in Hartford, Connecticut) war ein US-amerikanischer Politiker der Free Soil Party, der den Bundesstaat Connecticut im US-Senat vertrat.
Gillette war noch ein Kind, als seine Eltern mit ihm von Connecticut nach Massachusetts umzogen, wo sich die Familie in Ashfield niederließ. Er graduierte 1829 am Yale College und setzte danach zunächst sein Jura-Studium fort, ehe er aus gesundheitlichen Gründen nach Connecticut zurückkehrte und sich dort in der Landwirtschaft betätigte.
Seine politische Laufbahn begann mit der Wahl ins Repräsentantenhaus von Connecticut 1832; weitere Amtszeiten folgten in den Jahren 1836 und 1838. 1842 belegte er bei der Wahl zum Gouverneur von Connecticut als Kandidat der kurzlebigen Liberty Party den dritten Platz hinter dem siegreichen Demokraten Chauncey F. Cleveland und dem geschlagenen Amtsinhaber William W. Ellsworth von den Whigs. Insgesamt neun weitere vergebliche Anläufe, dieses Amt zu erreichen, folgten zwischen 1843 und 1872. Von 1849 bis 1865 war Gillette Vorsitzender der staatlichen Behörde für Erziehung.
Nachdem er der Free Soil Party beigetreten war, wurde Francis Gillette 1854 in den US-Senat gewählt, wo er den Platz des während der Legislaturperiode zurückgetretenen Truman Smith einnahm. Nach Ende seiner Amtszeit im März 1855 wurde er für eine erneute Kandidatur nicht in Betracht gezogen. In der Folge engagierte er sich beim Aufbau der Republikanischen Partei in Connecticut. Bei der Parteizeitung Evening Press fungierte er für viele Jahre als stiller Teilhaber.
Abseits der Politik hielt Francis Gillette Vorträge über landwirtschaftliche Themen und zur Abstinenzbewegung. Er gehörte zum Leitungsgremium der Central Connecticut State University, deren Präsident er auch längere Zeit war. Beruflich betätigte er sich noch im Immobiliengeschäft.
Gillettes älterer Sohn Edward ging wie sein Vater in die Politik und wurde 1879 Abgeordneter im US-Repräsentantenhaus. Der 13 Jahre jüngere Sohn William machte sich einen Namen als Dramatiker.